# (8580) Pinsky
(8580) Pinsky ist ein Asteroid des Hauptgürtels, der am 14. Dezember 1996 vom italo-amerikanischen Astronomen Paul G. Comba am Prescott-Observatorium (Sternwarten-Code 684) in Arizona entdeckt wurde.
Der Asteroid wurde am 10. Juni 1998 nach dem US-amerikanischen Schriftsteller, Dichter, Literaturwissenschaftler und Literaturkritiker Robert Pinsky (* 1940) benannt, der zwischen 1997 und 2000 als US Poet Laureate poetischer Berater der Library of Congress war.